# Hellbelly
Hellbelly är ett hårdrocksband från Lund som började spela 2004.

## Musiken
Rak och tung men samtidigt melodiös och svängig musik som påminner om band som Black Label Society, Monster Magnet och Black Sabbath.

## Skivsläpp
December 2006 släpptes bandets debutalbum What Would Satan Do? på eget bolag.
Uppföljaren, EP:n Fields Of Blood kom ut 2008.

## Medlemmar
- Oskar Forsberg - Gitarr, Sång
- Andreas Nilsson - Bas
- Johan Wickenberg - Trummor

## Tidigare medlemmar
- Jon Agrell - Sång